# Dia Art Foundation

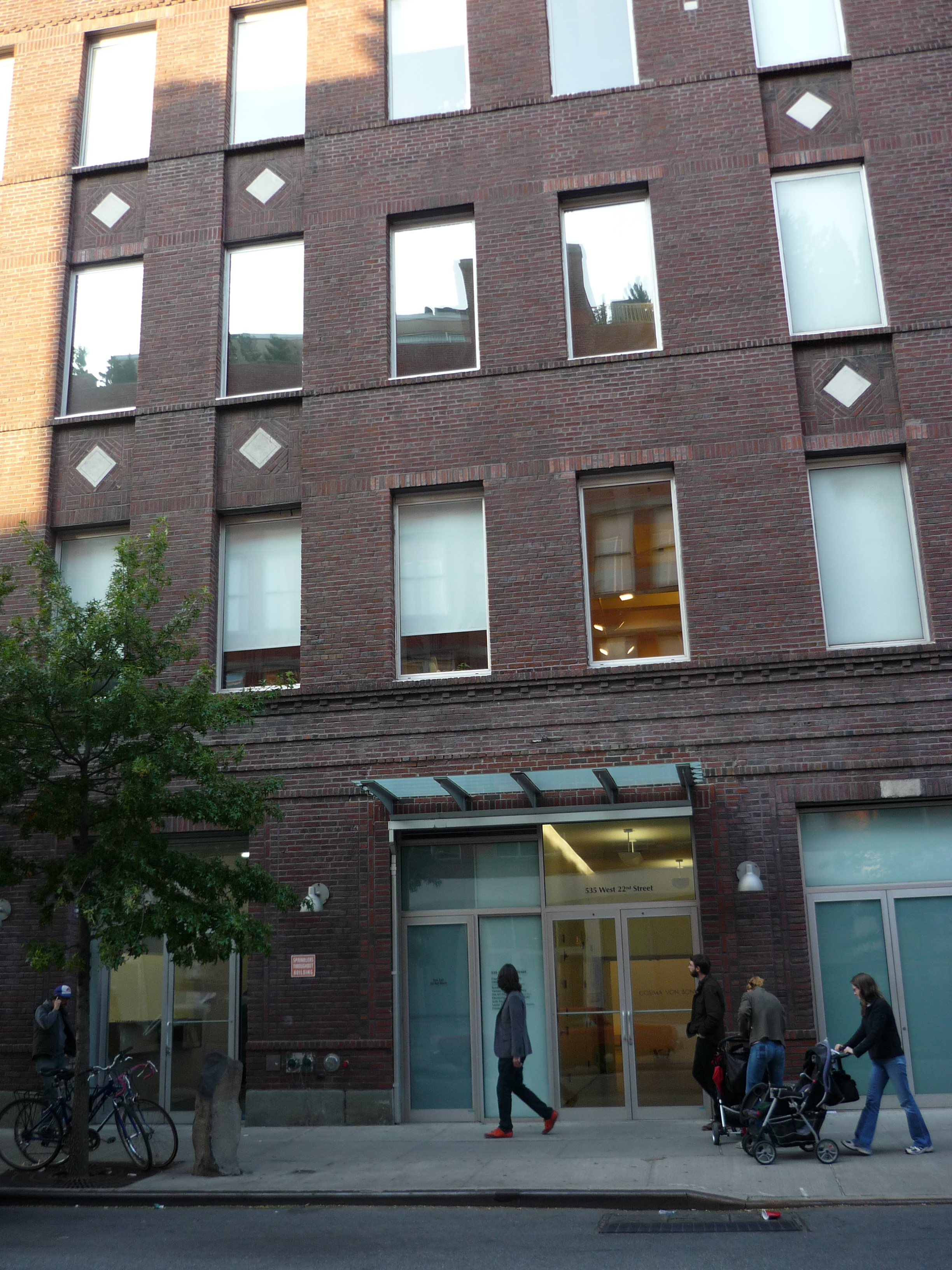
Dia Chelsea

Dia Art Foundation är en amerikansk konststiftelse, som grundades 1974 av Philippa de Menil, galleristen Heiner Friedrich och konsthistoriker Helen Winkler.
Dia Art Foundation har en konstsamling med verk från 1960- och 1970-talen, vilka visas på det 2003 öppnade Dia Beacon i Hudson Valley. Stiftelsen håller också tillfälliga utställningar på Dia Chelsea i staden New York. Den underhåller också ägda jordkonstverk och andra installationer på andra platser i USA och Europa. Stiftelsens samlingar inkluderar konst av bland andra Joseph Beuys, Dan Flavin, Donald Judd, Agnes Martin och Andy Warhol. 

## Platser för utställningar och permanenta konstverk
| Namn              | Plats                             | Invigt år | Anmärkningar |
| ----------------- | --------------------------------- | --------- | --- |
| Dia Beacon        | Beacon, delstaten New York        | 2003      | Dias permanenta samlingar |
| Dia Bridgehampton | Bridgehampton, delstaten New York | 1983      | Tidigare Dan Flavin Art Institute, med nio verk av Dan Flavin i en tidigare brandstation och en tidigare kyrka                  |
| Dia Chelsea       | Staden New York                   | 1987      | Stängt 2004. 2015 flyttat och återöppnat. Tre tidigare fabriksbyggnader, ihopbyggda 2020, lokaler för tillfälliga utställningar |